# Henry Hall (égyptologue)
Pour les articles homonymes, voir Henry Hall et Hall.
Henry Hall (né le 30 septembre 1873 et mort le 13 octobre 1930) est un archéologue britannique.

## Publications
- The Oldest Civilization of Greece, David Nutt, 1901[1] [lire en ligne]
- Coptic and Greek Texts of the Christian Period in the British Museum, British Museum, 1905 [lire en ligne]
- avec Leonard William King, Egypt and Western Asia in the light of Recent Discoveries, 1907 [lire en ligne]
- Édouard Naville, et al., The Eleventh Dynasty Temple at Deir el Bahari, 1907–13, vol. 1 [lire en ligne] ; vol. 3 [lire en ligne]
- Hieroglyphic texts from Egyptian stelae, &c., in the British Museum, Part 7, 1925, Harrison and Sons [lire en ligne]
- Ancient History of the Near East from the earliest Times to the Battle of Salamis, Methuen, 1913 [lire en ligne]
- « The pottery of Umm el-Ga'ab », chapitre IV de Cemeteries of Abydos, Édouard Naville, Thomas Eric Peet et William Leonard Stevenson Loat (éd.), vol 3, 1914 lire sur Google Livres
- Aegean Archaeology, Warner, 1915 [lire en ligne]
- Ur excavations, vol. I : Al 'Ubaid, a Report on the work carried out at Al 'Ubaid for the British Museum in 1919, and for the Joint Expedition in 1922–23, H. R. Hall et Leonard Woolley, Oxford University Press, 1927[2] [lire en ligne]
- A General Introductory Guide to the Egyptian Collections in the British Museum, 1930, Londres.